# セント・オールバンズ駅 (LIRR)
セント・オールバンズ駅（英: Saint Albans）とはニューヨーククイーンズ区セント・オールバンズ地区にあるロングアイランド鉄道の駅である。唯一の入り口が駅の南端にあり、階段がニューバーグ・ストリートと180丁目の間にあるリンデン・ブールバードの北側まで続いている。

## 駅構造
| 1 | ■バビロン支線                 | ニューヨーク方面 （ジャマイカ）                     |  |
| 1 | ■ウェスト・ヘンプステッド支線 | ニューヨーク方面 （ジャマイカ）                     |  |
| 2 | ■バビロン支線                 | バビロン方面 （リンブルック）                       |  |
| 2 | ■ウェスト・ヘンプステッド支線 | ウェスト・ヘンプステッド方面 （バレー・ストリーム） |  |

## サービス
この駅は時刻表や地図にはウェスト・ヘンプステッド支線の列車が停車すると記載されているが、大半の列車はバビロン支線の列車である。ウェスト・ヘンプステッド支線の列車は平日の朝にのみ停車し（週に15本の西行き列車）、バビロン支線の列車は閑散期に毎日だいたい午前6時から午後11時の間に1時間ごとに停車する（週に201本）。また、バビロン支線の列車は週末に2時間毎に停車する。この駅には深夜の列車運行がない。 
この駅はゾーン3の中にあり、シティチチケットの境界内にある。この駅は2線の間に有効長6両の島式ホーム1面を有する。

## 歴史
1872年、ロングアイランド鉄道のシダーハースト・カットオフがこの地域を通るように建設されたが、当初の時刻表にここは停車駅として記載されていなかった。 
セント・オールバンズ駅は1898年7月1日に建設され、当初地図にはローカスト・アベニュー（Locust Avenue、the same name as the station at the other end of what is now called Baisley Boulevard）と記載された。
この駅は1935年に勾配解消計画 (grade elimination project) の一環として完全に破壊された。
現在の高架構造物は1935年10月22日か10月23日開業した。